# Dorstenia cuspidata
Dorstenia cuspidata är en mullbärsväxtart som beskrevs av Ferdinand von Hochstetter. Dorstenia cuspidata ingår i släktet Dorstenia och familjen mullbärsväxter.

## Underarter
Arten delas in i följande underarter:
- D. c. brinkmaniana
- D. c. humblotiana
- D. c. preussii